# David Koechner
David Michael Koechner (Tipton, 1962. augusztus 24. –) amerikai színész és komikus.
Leginkább olyan szerepeiről ismert, mint Champ Kind a Ron Burgundy-filmekből és Todd Packer az NBC-s Office című sorozatból.

## Fiatalkora
Koechner a Missouri állambeli Tiptonban született Margaret Ann (született Downey) és Cecil Stephen Koechner gyermekeként. Két bátyja van, Mark és Joe, valamint három nővére, Mary-Rose, Cecilia és Joan. Az apja egy olyan vállalkozást vezetett, amely pulykatárolókat gyártott (Koechner azt nyilatkozta, hogy "Ha egy nagy teherautón egy pulykát lát az úton haladni, akkor a ketrec valószínűleg Tiptonból származik..."). Katolikusnak nevelkedett, német, angol és ír származású.
Politológiát tanult a Benedictine College-ban és a Missouri Egyetemen, mielőtt végül úgy döntött, hogy improvizatív komédiás karriert csinál, és Chicagóba költözött. Miután a chicagói ImprovOlympicban tanult a híres improvizációs oktató Del Close-tól, Koechner csatlakozott a chicagói The Second City komédia-társulathoz, ahol 1994-ben végzett.

## Magánélete
Koechner Los Angelesben él feleségével, Leigh-vel; öt gyermekük van. Koechner a jobb felkarjára tetováltatta felesége és gyermekei nevét. 2020-ban arról számoltak be, hogy Koechner beadta a válókeresetet.
2021. július 26-án megjelent az ABC The Celebrity Dating Game című műsorban.
Koechner rendszeresen fellép olyan Los Angeles-i humorista klubokban, mint a Flappers Comedy Club, az Improv Olympic, a West Theater (a Beer Shark Mice című előadásban), és a Largo nevű szórakozóhely, ahol a Naked Trucker Showban is rendszeresen fellép. Támogatta John Kerry szenátor 2004-es amerikai elnökválasztási kampányát, és szerepelt a szenátor számára szervezett 2004. június 6-i hollywoodi adománygyűjtésen, ahol a The Naked Trucker & T-Bones nyitotta meg a Tenacious D előzenekarát.

## Filmográfia

### Film
| Év   | Magyar cím                                  | Eredeti cím                                 | Szerep                                | Magyar hang         |
| ---- | ------------------------------------------- | ------------------------------------------- | ------------------------------------- | ------------------- |
| 1995 |                                             | It's Now... or NEVER!                       | Jay                                   |                     |
| 1997 | Amikor a farok csóválja…                    | Wag the Dog                                 | Igazgató                              |                     |
| 1998 | Bérbosszú Bt. – Megfizetünk, ha megfizetnek | Dirty Work                                  | Anton Phillips                        | Beratin Gábor       |
| 1999 | Ember a Holdon                              | Man on the Moon                             | National Enquirer riportere           |                     |
| 1999 | KicsiKÉM – Austin Powers 2.                 | Austin Powers: The Spy Who Shagged Me       | Másodpilóta                           | Szinovál Gyula      |
| 1999 |                                             | Dill Scallion                               | Bubby Pearl                           |                     |
| 2000 | Kerül, amibe kerül                          | Whatever It Takes                           | Virgil Doolittle                      |                     |
| 2000 |                                             | Dropping Out                                | Henry                                 |                     |
| 2001 | Meredek pálya                               | Out Cold                                    | Stumpy                                |                     |
| 2001 |                                             | Life Without Dick                           | Hurley nagybácsi                      |                     |
| 2002 | Négyen résen                                | Waking Up in Reno                           | Bell Hop                              | Albert Péter        |
| 2002 |                                             | American Girl                               | Fickó a Fun Fun Land TV reklámban     |                     |
| 2002 |                                             | The Third Wheel                             | Carl                                  |                     |
| 2002 | Fuss, Ronnie, fuss!                         | Run Ronnie Run                              | Clay                                  | Magyar Attila       |
| 2003 | A főnököm lánya                             | My Boss's Daughter                          | Speed                                 | Megyeri János       |
| 2003 | Esküdni mernék                              | A Guy Thing                                 | Buck Morse                            | Imre István         |
| 2003 |                                             | Soul Mates                                  | Steve                                 |                     |
| 2004 | A híres Ron Burgundy legendája              | Anchorman: The Legend of Ron Burgundy       | Champ Kind                            | Csuja Imre          |
| 2004 | Wake Up, Ron Burgundy: The Lost Movie       |                                             | Champ Kind                            |                     |
| 2005 | Enyém, tiéd, miénk                          | Yours, Mine & Ours                          | Darrell                               | Kálloy Molnár Péter |
| 2005 | Füves Daltry                                | Daltry Calhoun                              | Doyle Earl                            |                     |
| 2005 |                                             | Here Comes Peter Cottontail: The Movie      | Elroy/Wind (hangja)                   |                     |
| 2005 | 40 éves szűz                                | The 40-Year-Old Virgin                      | Apa az egészségügyi klinikán          | Bácskai János       |
| 2005 | Hazárd megye lordjai                        | The Dukes of Hazzard                        | Cooter Davenport                      | Pálfai Péter        |
| 2005 | Ezt jól kifőztük!                           | Waiting...                                  | Dan                                   | Gyabronka József    |
| 2006 | Reszkessetek, repülők!                      | Unaccompanied Minors                        | Ernie Wellington                      |                     |
| 2006 | Tenacious D, avagy a kerek rockerek         | Tenacious D in The Pick of Destiny          | Többletáruházi eladó (törölt jelenet) |                     |
| 2006 | Gyerünk a börtönbe!                         | Let's Go to Prison                          | Shanahan                              | Bácskai János       |
| 2006 | Kígyók a fedélzeten                         | Snakes on a Plane                           | Rick "Arch" Archibald                 | Kerekes József      |
| 2006 | Pata tanya: Baromi buli                     | Barnyard                                    | Dag (hangja)                          | Kerekes József      |
| 2006 | Taplógáz                                    | Talladega Nights: The Ballad of Ricky Bobby | Herschell                             | Holl Nándor         |
| 2006 | Köszönjük, hogy rágyújtott!                 | Thank You for Smoking                       | Bobby Jay Bliss                       | Besenczi Árpád      |
| 2006 | Botcsinálta ellenőr                         | Larry the Cable Guy: Health Inspector       | Donnie                                |                     |
| 2007 | Tuti lúzerek                                | The Comebacks                               | Lambeau Fields                        | Magyar Attila       |
| 2007 |                                             | Wild Girls Gone                             | Mr. Fremont                           |                     |
| 2007 | Zsaruk bevetésen – A film                   | Reno 911!: Miami                            | Aspen seriffje                        |                     |
| 2007 | Szerva itt, pofon ott                       | Balls of Fury                               | Rick a madármester                    | Beratin Gábor       |
| 2008 | Fél-profi                                   | Semi-Pro                                    | A rendőrfőnök                         | Tóth Zoltán         |
| 2008 | Fúrófej Taylor                              | Drillbit Taylor                             | Megrémült apa                         |                     |
| 2008 | Zsenikém – Az ügynök haláli                 | Get Smart                                   | Larabee ügynök                        | Orosz István        |
| 2008 | Szextúra                                    | Sex Drive                                   | Stoppoló                              | Kapácsy Miklós      |
| 2008 | A tökéletes csapat                          | The Perfect Game                            | Charlie                               | Rosta Sándor        |
| 2009 | Ezt megint jól kifőztük!                    | Still Waiting...                            | Dan                                   | Gyabronka József    |
| 2009 | Kivonat                                     | Extract                                     | Nathan                                | Kerekes József      |
| 2009 | A verda horda – Adj el, vagy hullj el!      | The Goods: Live Hard, Sell Hard             | Brent Gage                            | Bácskai János       |
| 2009 |                                             | Tenure                                      | Jay Hadley                            |                     |
| 2011 | Paul                                        | Paul                                        | Gus                                   | Törköly Levente     |
| 2011 | Végső állomás 5.                            | Final Destination 5                         | Dennis Lapman                         | Juhász György       |
| 2011 | Egy régi jó tivornya                        | A Good Old Fashioned Orgy                   | Vic George                            | Bácskai János       |
| 2012 |                                             | This Means War                              | Ollie                                 |                     |
| 2012 | Piranha 3DD                                 | Piranha 3DD                                 | Chet                                  | Kerekes József      |
| 2012 |                                             | Wedding Day                                 | Augustus lelkész                      |                     |
| 2012 | Üss vagy fuss!                              | Hit and Run                                 | Sanders                               | Kardos Róbert       |
| 2012 | Szoba kilátások nélkül                      | Small Apartments                            | O'Grady nyomozó                       | Albert Péter        |
| 2013 | Hátborzongat-Lak                            | A Haunted House                             | Dan Kearney                           | Galbenisz Tomasz    |
| 2013 |                                             | Cheap Thrills                               | Colin                                 |                     |
| 2013 | Ron Burgundy: A legenda folytatódik         | Anchorman 2: The Legend Continues           | Champ Kind                            | Besenczi Árpád      |
| 2014 |                                             | Hits                                        | Rich                                  |                     |
| 2014 |                                             | No Clue                                     | Ernie                                 |                     |
| 2014 |                                             | Jason Nash Is Married                       | Scooter                               |                     |
| 2015 |                                             | Road Hard                                   | Chad                                  |                     |
| 2015 |                                             | Regular Show: The Movie                     | Dean igazgató (hangja)                |                     |
| 2015 |                                             | Hell and Back                               | Asmodeus (hangja)                     |                     |
| 2015 | Cserkészkézikönyv zombiapokalipszis esetére | Scouts Guide to the Zombie Apocalypse       | Scout Leader Rogers                   | Petridisz Hrisztosz |
| 2015 | Krampusz                                    | Krampus                                     | Howard                                | Kerekes József      |
| 2016 |                                             | Priceless                                   | Dale                                  |                     |
| 2017 | Bukós szakasz                               | CHiPs                                       | Pat                                   | Törköly Levente     |
| 2017 |                                             | How to Get Girls                            | B. igazgató                           |                     |
| 2017 |                                             | Bernard and Huey                            | Huey                                  |                     |
| 2017 | Nem vagyok itt                              | I'm Not Here                                | Apa ügyvédje                          | Kapácsy Miklós      |
| 2017 |                                             | The Pine Tar Incident: Making of Tar Wars   | Igazgató                              |                     |
| 2017 | Kertitörpe-kommandó                         | Gnome Alone                                 | Zamfeer (hangja)                      |                     |
| 2018 | Indulás                                     | Then Came You                               | Bob Lewis                             | Németh Gábor        |
| 2018 |                                             | All Creatures Here Below                    | Robert                                |                     |
| 2019 |                                             | 3 Days with Dad                             | Dr. Clarence Grey                     |                     |
| 2019 |                                             | Braking for Whales                          | Randall Hillhouse nagybácsi           |                     |
| 2020 |                                             | Faith Based                                 | Butch Savage                          |                     |
| 2020 |                                             | The Dark Divide                             | Shayne                                |                     |
| 2020 |                                             | Vicious Fun                                 | Zachary                               |                     |
| 2020 |                                             | Reboot Camp                                 | Önmaga                                |                     |
| 2021 |                                             | The Allnighter                              | Bruce                                 |                     |
| 2021 |                                             | The Right One                               | Bob Glasser                           |                     |
| 2021 | Életem nyara                                | A Week Away                                 | David                                 | Kerekes József      |
| 2021 |                                             | National Champions                          | Everly                                |                     |
| 2021 |                                             | The Loud House Movie                        | TBA                                   |                     |
| TBA  |                                             | Izzy Lyon: The Unspun Truth                 | Antoine St. Pupon                     |                     |
| TBA  |                                             | Match Struck                                | ismeretlen férfi                      |                     |

### Videóklipek
| Év   | Cím                  | Előadó             |
| ---- | -------------------- | ------------------ |
| 2010 | "Baby We Were Young" | The Dirty Guv'nahs |
| 2011 | "New Romance"        | Miles Fisher       |

## Fordítás
- Ez a szócikk részben vagy egészben  a   David Koechner című angol Wikipédia-szócikk fordításán alapul.  Az eredeti cikk szerkesztőit annak laptörténete sorolja fel. Ez a jelzés csupán a megfogalmazás eredetét és a szerzői jogokat jelzi, nem szolgál a cikkben szereplő információk forrásmegjelöléseként.